# الحزب الدستوري (الولايات المتحدة)
الحزب الدستوري المعروف سابقًا باسم حزب دافعي الضرائب في الولايات المتحدة، هو حزب سياسي وطني في الولايات المتحدة. فكرة أن مبادئ ومقاصد دستور الولايات المتحدة لا تزال ذات صلة في العلاقات الإنسانية هي أصل التأسيس عام 1991. من بين الأعضاء المؤسسين المرشح الرئاسي لعام 2016 داريل كاسل ومدير مكتب الفرص الاقتصادية ‏ بالإنابة السابق هوارد فيليبس. يستند برنامج الحزب إلى التفسيرات الأصلية للدستور والتي صاغتها مبادئ يجدها منصوص عليها في إعلان الاستقلال وقانون الحقوق والدستور والإنجيل.
هناك «7 مبادئ توجيهية» لمرشحي حزب الدستور ومنصاته. من خلال هذه المبادئ وعناصر المنصة المصاحبة لها، اقتباسات مباشرة من مؤسسي الولايات المتحدة والشخصيات السياسية المبكرة والدستور الأمريكي والأوراق الفيدرالية وإعلان الاستقلال الأمريكي، من بين أمور أخرى. يطبق الحزب هذه الاقتباسات كدليل على وجهات نظرهم حول الدستور وكيفية تأسيس الولايات المتحدة على المبادئ المسيحية مع الحفاظ على دعمهم لشرط عدم الاختبار الديني ‏.
اعتبارًا من مارس 2018، يضم الحزب الدستوري 25 عضواً ينتخبون لمقاعد مجلس بلدي ‏ والمكاتب البلدية الأخرى في جميع أنحاء الولايات المتحدة. من حيث الأعضاء المسجلين، يحتل الحزب المرتبة الخامسة بين الأحزاب الوطنية في الولايات المتحدة.

## التاريخ
تم تأسيس الحزب باسم حزب دافعي الضرائب في الولايات المتحدة من قبل هوارد فيليبس في عام 1991. كان فيليبس أيضًا مرشح الحزب في انتخابات 1992 و 1996 و 2000 الرئاسية. تم تغيير اسم الحزب إلى الحزب الدستوري في عام 1999، لكن بعض الأحزاب التابعة للدولة معروفة بأسماء مختلفة. استوعب الحزب الدستوري الحزب الأمريكي المستقل ‏، الذي تأسس لحملة جورج والاس الرئاسية عام 1968. يدعي حزب الدستور بأنه «المنزل الفلسفي» لحزب الشاي. احتل مرشح حزب الدستور، النائب السابق توم تانكريدو ‏، المركز الثاني بحصوله على 617,030 صوتًا في انتخابات حاكم ولاية كولورادو عام 2010 ‏ بحصوله على 36.4% من الأصوات، متقدماً على الجمهوري دان مايس بنسبة 11.1%. في عام 2006، تم انتخاب ريك جور ‏، من حزب دستور مونتانا الذي كان غير مستقر في ذلك الوقت، لعضوية مجلس النواب في مونتانا بحصوله على 56.2% من الأصوات، متغلبًا على الديموقراطية جين ويندهام.

## المنظمات المدمجة
يوضح الجدول التالي بعض المنظمات والبنود والأحزاب في الولايات الأمريكية المنتمية للحزب الدستوري. كل هذه الأحزاب والمنظمات الولايات تؤيد في منهاجها السياسي الالتزام التام بمبادئ وثيقة الاستقلال والدستور الأمريكي. إن العديد من الولايات ضمت أحزابها إلى هذا الجدول.
| الولاية           | اسم الشريك السياسي                      | المقر                 | رئيس الدولة                          | سنة تأسيس الحزب | التعليقات |
| ألاباما           | الحزب الدستوري في الاباما               | مونتغمري              | جوشوا كاسيتي                         | نوفمبر 2008     | |
| ألاسكا            | الحزب الدستوري في الاسكا                | سولدوتنا              | جي آر مايرز (J.R. Myers)             | 2010            | أنهى حزب استقلال ألاسكا انتمائه من الحزب في يناير 2013. |
|                   |                                         |                       |                                      |                 | |
| أركنساس           | الحزب الدستوري في أركنساس               | هاتفيلد               | مايكل باريت                          |                 | |
| كاليفورنيا        | الحزب الدستوري في كاليفورنيا            | سان لياندرو           | دونجروندمان                          |                 | من عام 1992 حتى عام 2008، كان الحزب الأمريكي المستقل يشكا أحد فروع حزب دستور في كاليفورنيا. |
| كولورادو          | الحزب الدستوري في كولورادو              | ارفادا                | دوغ ايدن                             | 1967            | رفعت حصة حزب الدستور الأمريكي التي حصلت على أكثر من 10٪ من الأصوات في انتخابات حاكم الولاية لعام 2010، الحزب من وضع "ثانوي" إلى "رئيسي". أي حزب يحصل على 10٪ أو أكثر من الأصوات التي يتم التصويت عليها لمنصب حاكم هو معرف بموجب النظام الأساسي بأنه "حزب رئيسي". |
| كونيتيكت          | الحزب الدستوري في كونيتيكت              | بلانتسفيل             | ريك مورو                             | 2000            | قبل تأسيس حزب الدستور (تأسس في منتصف السبعينيات). كان للحزب اسم اخر حيث عُرف باسم حزب المواطنين المهتمين حتى تم حلها في أبريل 2013. |
| ديلاوير           | الحزب الدستوري في ديلاوير               | كلايتون               | بيل شيرمان                           | 1976            | |
| فلوريدا           | الحزب الدستوري في فلوريدا               | القرى                 | بيل وايلاند                          |                 | |
| جورجيا            | الحزب الدستوري في جورجيا                | وودستوك               | ريكاردو سي. ديفيز (Ricardo C. Davis) |                 | |
| هاواي             | الحزب الدستوري في جورجيا                | هونولولو              | ديف ويثينجتون                        |                 | |
| ايداهو            | الحزب الدستوري في ايداهو                | كور دالين             | اف. واو. ويتلي (F.W. Whitley)        |                 | إنه واحد من حزبين سياسيين الثانويين (جنبًا إلى جنب مع الحزب الليبرالي في أيداهو) الذي لديه حق الاقتراع في ولاية أيداهو. في عام 2016، أدار الحزب تذكرة رئاسية مؤلفة من سكوت كوبلاند وجيه آر مايرز، الفائزين بالمركزين الأول والثاني في الانتخابات التمهيدية الرئاسية في الولاية على بطاقة الاقتراع في ولاية أيداهو بدلاً من تذكرة القلعة / برادلي الوطنية. |
| إلينوي            | الحزب الدستوري في الينوي                | متروبوليس             | راندي ستوفليبيم                      | 1999            | كان أول مسؤول منتخب للحزب هو فيل كولين، الذي كان أمينًا لبلدية تاونشب في ليبرتفيل في مقاطعة ليك، إلينوي من مايو 2013 حتى يناير 2016. |
| إنديانا           | الحزب الدستوري في انديانا               | ايفانسفيل             | ستيفن ووكر                           |                 | |
| أيوا              | الحزب الدستوري في ايوا                  | الدون                 | مارفن كريتش                          |                 | |
| كانساس            | الحزب الدستوري في كانساس                | ويتشيتا               | باري سوليفان                         |                 | |
| كنتاكي            | الحزب الدستوري في كنتاكي                | ليكسينغتون            | مايك وارد                            |                 | |
| لويزيانا          | الحزب الدستوري في لويزيانيا             | يونيس                 | رونالد تاكر                          |                 | أُعيد تأسيس حزب الدستور في ولاية لويزيانا كحزب سياسي في 26 مارس 2012. وكان مسؤولو الحزب في ذلك الوقت رئيس الدولة: بيتر فيدرين، الرئيس المشارك في الولاية: سكوت فيج، نائب رئيس الولاية: راندي فونتينو. أول مسؤولي الحزب المنتخبين هم روني بروتون الذي أعيد انتخابه دون تلقي أي معارضة لولاية رابعة في مجلس مدرسة أبرشية ويبستر في 4 نوفمبر 2014، وراندي فونتينوت الذي تم انتخابه رئيسًا لشرطة يونيس في 17 ديسمبر 2014 . |
| مين               |                                         |                       |                                      |                 | |
| ماريلاند          | الحزب الدستوري في مايرلاند              | روكفيل                | ميشيل بروتشي                         | 199             | في عام 2008، تم الاعتراف بالحزب من قبل مجلس انتخابات ولاية ماريلاند كحزب سياسي معترف به. تمكن المرشحون من الوصول إلى صناديق الاقتراع في كل انتخابات رئاسية من 1996 إلى 2008. |
| ماساتشوستس        | الحزب الدستوري في ماساتشوستش            | فرامنغهام             | سكوت ليفمان                          |                 | |
| ميشيغان           | حزب دافعي الضرائب الأمريكيين في ميشيغان | المنحدرات الكبرى      | ويليام موهر                          | 1992            | احتفظ باسم "حزب دافعي الضرائب" من أجل الاحتفاظ بحالة الاقتراع في الولاية. الحزب واحد من ستة أحزاب مؤهلة للاقتراع في ميشيغان. تأسس حزب دافعي الضرائب في ولاية ميشيغان من حزب تيش المستقل، وهو حزب محافظ في ميشيغان أسسه بوب تيش في عام 1982. وحصل حزب تيش المستقل على إمكانية الوصول إلى صناديق الاقتراع، ولكن بسبب التغييرات في قانون الولاية تم إسقاطها لاحقًا. في عام 1994، تم تغيير اسمها إلى حزب دافعي الضرائب بالولايات المتحدة، وأصبحت إحدى الشركات التابعة لحزب دافعي الضرائب الوطنيين. في عام 2010، غادر العديد من الضباط، بمن فيهم أعضاء مجلس الإدارة وموظف الاتصالات من الحزب بعدما انتشرت فضيحة مرشح حاكم الولاية لزيارته منتجع للعراة حيث لم ينكر مرشح الحزب لمنصب. كانت التقارير تشير إلى أنها شاركت في محاولة لتسجيل الرقم القياسي العالمي "نحيف تراجع عبر أمريكا الشمالية". |
| مينيسوتا          | الحزب الدستوري في مينيسوتا              | بورنسفيل              | بروس جونسون                          |                 | التابعة للحزب الوطني القديم في ولاية مينيسوتا. |
| ميسيسيبي          | الحزب الدستوري في مسيسببي               | براندون               | ليزلي رايلي                          |                 | |
| ميسوري            | الحزب الدستوري في ميسوري                | بيدمونت               | دوغ ينيارت                           |                 | |
| مونتانا           | الحزب الدستوري في مونتانا               | بوزمان                | ترايفز اوباك                         |                 | تأسست كذراع لحزب التراث الأمريكي؛ غير اسمه في عام 2000. عضو في حزب الدستور الوطني 1995 - يوليو 2006؛ و 14 مايو 2011 حتى الآن. ريك جورس هو أول عضو في الحزب ينتخب لعضوية المجلس التشريعي في عام 2006، وعُين لاحقًا رئيسًا للجنة التعليم بمجلس النواب. |
| نبراسكا           | حزب نبراسكا                             | لينكولن               | كارل غايسر                           |                 | قد غير اسمه إلى "حزب نبراسكا المستقل"، ثم عاد إلى تسمية نفسه إلى حزب نبراسكا. حصل الحزب على مرشحين لشغل المناصب على مستوى الولاية في صناديق الاقتراع من 2002 و2004 و2006 و2008. |
| نيفادا            | الحزب الأمريكي المستقل في نيفادا        | إلكو                  | جويل هانسين                          | 1967            | |
| نيو جيرسي         | الحزب الدستوري في نيوجيرسي              | تدمر                  | لاري بيرلينسكي                       | يوليو 1995      | |
| نيوميكسكو         | الحزب الدستروي في نيوميكسيكو            | لوس لوناس             | روبريت ام باوين (Robert M. Bowen)    |                 | |
| نيويورك           | الحزب الدستوري في نيويورك               | بوفالو                | غاري غونشير                          | مايو 2017       | |
| شمال كارولينا     | الحزب الدستوري في شمال كارولينا         | شارلوت                | آل بيسانو                            |                 | |
| أوهايو            | الحزب الدستوري في اوهايو                | إيتون                 | غايل جوي                             |                 | |
| أوكلاهوما         | الحزب الدستوري في أوكلاهوما             | تشاندلر               | ثوم هولمز                            |                 | |
| بنسلفانيا         | الحزب الدستوري في بنسلفانيا             | أسولا                 | بوب غودرتش                           |                 | |
| كارولينا الجنوبية | الحزب الدستوري في كارولينا الجنوبية     | غرينفيل               | تيد ادم                              |                 | حصل على اقتراع لمرشحه الرئاسي في كل انتخابات رئاسية من 1992 إلى 2016. |
| جنوب داكوتا       | الحزب الدستوري في جنوب داكوتا           | براندون               | مايك غون                             |                 | |
| تينيسي            | الحزب الدستوري في تينيسي                | غينسبورو              | راندي بالرو                          | 1992            | |
| تكساس             | الحزب الدستوري في تكساس                 |                       | بوب جودريتش                          | 1992            | بدأت تحت رعاية حزب دافعي الضرائب بالولايات المتحدة - مقدمة لحزب الدستور - والتي بموجبها حققت خط الاقتراع الوحيد، في عام 1996 |
| يوتا              | الحزب الدستوري في يوتا                  | لايتون                | سكوت كوبلاند                         | 1996            | واحد من ثلاثة أحزاب سياسية فقط ضمنت الوصول إلى صناديق الاقتراع في ولاية يوتا لانتخابات عام 2008. |
| فيرمونت           |                                         |                       | برايس هامتون                         |                 | |
| فرجينيا           | الحزب الدستوري في فرجينيا               | نيوبورت نيوز، فرجينيا | راندي بارلو                          |                 | |
| واشنطن            | الحزب الدستوري في واشنطن                | سبوكان فالي           | سكوت كوبلاند                         | أبريل 2017      | تأسس هذا الفرع باسم حزب دافعي الضرائب في واشنطن، لكنه غير اسمه إلى حزب التراث الأمريكي في عام 1998 وإلى اسمه الحالي في عام 2000. |
| فرجينيا الغربية   | الحزب الدستوري في فرجينيا الغربية       | نيو هيفن              | جيفري فرانك جاريل                    | 1996            | تم تنظيم الحزب في 12 يونيو 2004، في أول اجتماع رسمي له في مدينة مورغانتاون. يشترط قانون الانتخابات في ولاية فرجينيا الغربية أن يفوز مرشح لمنصب الحاكم بنسبة 1٪ على الأقل من إجمالي أصوات حاكم الولاية لضمان وصوله إلى حزب الترشيح في المستقبل. حتى حان ذلك الوقت، لا يتم الاعتراف رسميًا بانتماء الناخبين كحزب سياسي. |
| ويسكونسن          | الحزب الدستوري في ويسكونسون             |                       | أندرو زولك                           | 2000            | تأسست كوحدة لحزب دافعي الضرائب بالولايات المتحدة. |
| وايومنغ           | الحزب الدستوري في وايمونغ               | ويتلاند               | جنيفر يونغ                           |                 | |

### التغيرات في الاندماج
اُعيد دمج الحزب الدستوري لولاية مونتانا مع الحزب الوطني عام 2011. طبقا للموقع الإلكتروني للحزب، فانه منذ تشرين الثاني 2012، لم يعد حزب ولاية الاسكا المستقل منتمي إلى الحزب الدستوري.

#### حزب نبراسكا
يسمى فرع الحزب الدستوري في ولاية نبراسكا بحزب نبراسكا. امتلك الحزب مرشحين رشحوا للاقتراع لعدة مناصب في الولاية منذ عام 2002 إلى عام 2008.
إن المهمة المعلنة لحزب نبراسكا هي ضمان الازدهار الاقتصادي لكافة سكان ولاية نبراسكا والحفاظ على المبادئ النصرانية لإسلافهم وإعادة السلطة إلى يد الشعب. أُسّس حزب نبراسك وفق بنود الحزب الجمهوري الديمقراطي الذي أُسّس في بداية القرن الثامن عشر 1800 على يد توماس جيفرسونز. يمثل الحزب الجمهوري الديمقراطي والمعروف حاليا بحزب نبراسكا، الشعب والطبقة العاملة (العمال) والعائلات المزارعة وأصحاب المشاريع الصغيرة وبالطبع المواطنون الأصليون لولاية نبراسكا.

#### شمال كارولينا
التزمت فروع الحزب الدستوري في ولاية شمال كارولينا وعدة ولايات أخرى بالقيم الجوهرية الأساسية السبع المعلنة من قبلهم. حُدِدت هذه القيم الجوهرية على أنها، "قداسة الحياة والحرية الدينية والمعتقدات العائلية وحقوق الملكية الخاصة والموالاة للتعديلات والسيادة الوطنية ومناهضة الاشتراكية. يزعم الحزب بأنه الحزب السياسي الوحيد لولاية شمال كارولينا المناصر للحياة بشكل تام.

#### اوريغون
أُسّس حزب ولاية اوريغون في عام 2000، كفرع للحزب الوطني الدستوري. على أية حال، في العشرين من آيار 2006 نوقش اقتراح الانفصال عن الحزب الوطني وفي النهاية تم تبني الاقتراح. إجراءات مماثلة اُتخِذت من قبل أحزاب الولايات الأخرى بعدما ترك الحزب الوطني جزئيا موقفهم المعارض لقضية إجهاض الأجنة وناصرهم في قضايا الاغتصاب وزنا المحارم وحياة إلام. تجادل المؤيدون قائلين بأنه «نحن في ولاية اوريغن، يجب علينا عزل أنفسنا والعمل كحزب ولاية مستقل حتى يستأنف الحزب الوطني الدستوري موقفه القانوني  المعارض لعمليات إجهاض الأجنة». لم يتم إعادة دمج حزب ولاية اوريغون مع الحزب الوطني الدستوري لأكنه دمج حينما انتمى إلى الحلف الوطني للأحزاب الأمريكية المستقلة.

#### غرب ولاية فرجينيا
تعود جذور نشأة حزب غرب ولاية فرجينيا إلى أكتوبر 2000، عندما قام العضو المؤسس في الحزب بريندا دونيلان وناشطين من مقاطعة وود بتقديم أنفسهم كمدعيين في قضية فيليكس وهيجلير سيف 894-6:00. انتهت هذه الدعوى في الثالث من تشرين الثاني عام 2000، بحكم ضد حاكم الولاية كين هيجلير وإجباره على السماح للمرشح الرئاسي عن الحزب الدستوري هاورد فيليبس بالمضي بتقديمه كمرشح صريح بدون دفع رسوم ترشح.
كان المرشح الرئاسي السابق عن الحزب الدستوري جوزيف بي لايتبرن في عام 1964، جاراً لدونيلان في قرية جين لو حيث كان يملك مستودع محلي عام. مَضى لايتبرن كعضو في اللجنة الوطنية للحزب الدستوري لغرب فرجينيا، بيد إن الحزب الأساسي كان قد عطل لفترة طويلة مما أدى إلى عدم تواصل بين الاثنين.
نظراً لعدم كون الحزب الدستوري الحزب الرئيس في الولاية، فقد أُذِن لمقترعي بالاقتراع مبدئياً شريطة مبادرتهم بالتصويت في انتخابات أما الحزب الديمقراطي أو الحزب الجمهوري بالنيابة عن المقترعين الأساسيين غير موالين.

### الفروع المنحلة
في بداية عام 2006، عبر كل من كريستوفر هانسن المرشح الحكومي عن الحزب الأمريكي المستقل   لولاية نافادا (الفرع السابق للحزب الدستوري في ولاية نافادا) ومرشحين من ولايتي كولورادو وايداهو عن مناصرتهم العلنية للسماح بالقضاء على حالات الاغتصاب وزنا المحارم ومناصرتهم لأولاك الذين يعملون على حفظ حياة الأم والذي كان موقفاً مناقضاً تماماً للمنهاج الرسمي لولاية نافادا. في الاتفاقية الوطنية للحزب في نيسان عام 2008 في تامبا وفلوريدا، صوتت الجمعية بعدم السماح بحل حزب ولاية نيفادا مستشهدة بالموقف الرسمي للحزب المدمج من قضية الانفصال وسياسة الحزب الوطنية ضد إملاء الشؤون الداخلية (مثل انتخاب القادة) لكافة الأحزاب المدمجة حيث قاموا بتعقيد القرارات المعنية بحل فروع الولايات. انفصلت فروع كل من ولايتي اوريغون ومونتانا طوعاً عن الحزب لاحقاً في ذلك العام. استجابة للخلافات، انشأ الحزب الدستوري لولاية نافادا في الخامس عشر من تشرين الأول 2013.

## مواضيع المنهاج السياسي
وَرد في مقدمة المنهاج السياسي للحزب الدستوري لعام 2016، «نقر بامتنان لصلوات قائدنا ومنقذنا السيد المسيح كمنشئ وحافظ وحاكم لهذا العالم ولهذه الولايات المتحدة،» ومساندة البنود الدستورية في الفقرة الرابعة من القسم الثالث، «لا ضرورة لوجوب اختبار ديني كمؤهل لأي منصب أو أي ثقة عامة في الولايات المتحدة،» ووجه الحزب نداء لأولاك الذين يحبون الحرية ويقدرون حقوقهم الموروثة للانضمام معه نحو السعي خلف أهدافهم.
أعلن الموقع الإلكتروني الخاص بالحزب الدستوري بأنه «المأوى الفلسفي لحزب الشاي حيث باستطاعة المرشحين الملتزمين بنفس القواعد الدستورية كحال اغلب مجموعات حزب الشاي الترشح للمناصب من دون أية معارضة من داخل حزبهم» كما شجع الموقع الإلكتروني للحزب «قادة ومرشحين الحزب الدستوري للعمل مع حزب الشاي المحلي وجماعات الأفكار المتماثلة الأخرى لإعادة تأسيس الجمهورية الدستورية الأمريكية في جمعياتهم وولاياتهم.» لم يتضمن البرنامج السياسي للحزب لأعوام 2016-2020، أية أشاره لحزب الشاي.

### الكلية الانتخابية
ساند الحزب الدستوري في برنامجه السياسي لعام 2016، إدامة الكلية الانتخابية وكان معارض لفكرة إنشاء نضام اقتراعي عام لانتخاب رئيس الولايات المتحدة الأمريكية ونائبه.

### السياسة النقدية
ساند الحزب الدستوري في 2012، تقليل دور حكومة الولايات المتحدة الفدرالية من خلال تقليص النظام البيروقراطي وتخفيض الإنفاق واستبدال الواردات الضريبية بنظام أرباح مبني على التعريفات الجمركية ملحق بقانون جباية الضرائب. وضح الحزب موقفه بشأن الإلزام على الواردات الفدرالية وجدول الرواتب وضرائب الملكية واعتبره ادعاء فدرالي غير قانوني لسلطة الضرائب المباشرة.

#### الإنهاء التدريجي للحماية الاجتماعية
طالب الحزب الدستوري بالإنهاء التدريجي للحماية الاجتماعية في عام 2012، معلناً في البرنامج السياسي لعام 2016، «على أن الحماية الاجتماعية هي شكلٌ من الرفاهية الفردية غير مشرعة في الدستور».

#### التجارة والسياسات الخارجية
فّضل الحزب الدستوري في عام 2012 سياسة عدم التدخل الخارجي حيث تبنى سياسة التقليل والإنهاء التام للدور الذي تؤديه الولايات المتحدة في المنظمات العالمية متعددة الجنسيات كالأمم المتحدة وحبب انسحاب الولايات المتحدة من عدة تحالفات كالناتو واتفاقية التجارة الحرة لشمال أمريكا (نفتا) والاتفاق العام للتجارة والتعريفات الجمركية (غات) ومنظمة التجارة العالمية. تبوئ الحزب مواقع تجارية في مناصرة سياسات الحماية في التجارة الدولية. يؤمن الحزب أيضاً بممارسة نظام التسعيرة الجمركية لمجابهة التوازن التجاري السلبي المتزايد للولايات المتحدة. يعمل نظام التعريفة الجمركية على جباية تكاليف أضافة للاستيراد ويتنوع حجم هذه التكاليف نسبياً مع رخص تكاليف إنتاج البلد المستورد مقارنةً مع تكاليف إنتاج الشركات الأمريكية.

#### سياسة الهجرة
عارض الحزب الهجرة غير الشرعية في عام 2012، ودعا إلى قوانين أكثر صرامة على الهجرة القانونية وطالب الحكومة الفدرالية بتطبيق سياسة معينة للهجرة تقوم بإقصاء المهاجرين الإضافيين القادمين لعدة أسباب منها: الأمراض الصحية والجريمة والأخلاق المتدنية والمعونات المالية، مدعياً بأنهم سيفرضون حمل إضافي غير مناسب على الولايات المتحدة الأمريكية. فضل الحزب قرار التعليق المؤقت على الهجرة المستقبلية مع استثناءات لحالات الضرورة القصوى حتى يتم الإنهاء التدريجي لبرامج الرفاهية الفدرالية واستبدالها بنظام دقيق أكثر فعالية.
عارض الحزب الإعانات المالية المرفه والامتيازات الأخرى للمهاجرين غير شرعيين كما عارض سياسة منح الجنسية الأمريكية للأطفال المولودين لأبوين مهاجرين غير قانونيين خلال فترة بقائهم في الولايات المتحدة (قاعدة حق الأرض التي تنُص على أن جنسية الطفل تُقرر بمحل ولادته) ورفض بشكل قاطع المماطلة بالصفح عن المهاجرين غير شرعيين مطالباً بالاستعانة    بالقوات المسلحة للولايات المتحدة الأمريكية لفرض سياسة صارمة للهجرة.

#### السياسة الاجتماعية
عارض الحزب حالات القتل الرحيم والانتحار وإجهاض الأجنة إضافة إلى حالات الاغتصاب وزنى المحارم فيما ساند حق الولايات في إصدار أحكام الإعدام:
«اختيارنا لمساندة لحق الولايات المتحدة في إصدار حكم الإعدام محدد فقط بهؤلاء الذين ارتكبوا جرائم خطيرة إذ يعد هذا الحكم إلزامي لحماية أرواح الأبرياء نظرا لكون حكم الإعدام سيطبق فقط على هؤلاء الذين ثبت إن وجودهم يعد تهديد لحياة الأبرياء»
عارض الحزب حقوق ال (ا لجي بي تي) وأقر بان الولايات والحكومات المحلية تمتلك الحق لتجريم «السلوك الجنسي الضار». إضافة إلى ذالك، عارض الحزب أيضا الفن الإباحي إيمانا منه بأنه يعد عنصراً مدمراً للمجتمع ويخلف تبعات مالية وروحية وبدنية وعاطفية جسيمة للإفراد والعوائِل والمجتمعات وبصورة مميزة التعديل الأول المفضل لمواطني الولايات المتحدة الخاص  بحق التعبير عن الرأي. أقر الحزب أثناء التعبير عن معتقداته في المسؤولية الفردية للمواطنين والجمعيات التعاونية بأن تلعب الحكومة الدور الرئيس في التأسيس والحفاظ على أعلى درجات اللياقة في معايير المجتمع الأمريكي. كما عارض الحزب كل عقود الرعاية الحكومية المشاركة أو المروجة للقمار. ورد في الفقرة الأولى القسم الثامن والتعديل العاشر أن الحزب يعارض القوانين الفدرالية المضادة للعقاقير بينما أقر على أمكانية وجود دور للحكومة الفدرالية في تحديد استيراد العقاقير.
ساند الحزب الحق في حمل السلاح وفق التعديل الثاني في لائحة التعديلات وأعتبر بأن أية محاولة لمنع التعديل الثاني يعد محاولة غير دستورية حيث اُخذ موقف ضد التشريع الوطني. يؤمن الحزب الدستوري إن المساعدات الخيرية تكون مؤثرة جدا أذما اُديرت من قبل الأحزاب الخاصة، ونظرا لعدم منح السلطة إلى الحكومة في الدستور لإدارة المنظمات الخيرية فأن الحزب أقر بأنه لا توجد للحكومة أية أعمال مشاركة في المجالات الخيرية.
ساند الحزب اللغة الإنكليزية باعتبارها اللغة الرسمية لكل الأعمال الحكومية وعارض عمليات الاقتراع ثنائية اللغة وأصر على أن هؤلاء الراغبين في الحصول على فرصة في عملية الاقتراع وتشكيل الحكومة الأمريكية مُطالبين بقراءة وفهم أساسيات اللغة الإنكليزية كشرط أساسي قبل الحصول على الجنسية الأمريكية كما عارض الحزب قانون حق الاقتراع الفيدرالي.
وصف مركز قانون الحاجة الجنوبي في عام 2009، الحزب «كمجموعة وطنية» وفئة للأحزاب التي «تلتزم وتتبنى العقائد الشديدة المناهضة للحكومة».

#### السياسة البيئية
يؤمن الحزب بأنه من مسؤوليتنا أن نكون منصفين ومثمرين ووكلاء فاعلين لثروة الخالق الطبيعية. رفض الحزب الإجماع العلمي للتغيير المناخي. مدعيا بان العلماء الدوليين يستخدمون خطر الاحتباس الحراري للحصول على سيطرة إضافية من خلال تنمية الإدامة العالمية. طبقا للحزب، يعد حق مصادرة الأملاك غير قانوني وذلك لأنه «لا يحق للحكومة الفدرالية تحت أي ظروف انتزاع الملكية الفردية، وفقا للقوانين والضوابط التي تمنع أو تقلل إلى حد كبير الاستخدام النفعي للملكية حتى مع التعويض فقط».
فيما يخص الطاقة، استرعى الحزب الانتباه إلى «الحاجة المستمرة للولايات المتحدة لمؤونة كافية من الطاقة للأمن الوطني ولسياسة اتخاذ القرارات العاجلة للحلول الخاصة بالأسواق الحرة لتحقيق استقلالية في الطاقة للولايات المتحدة»، وطالب بإلغاء قسم الطاقة.

## روابط خارجية
- حزب الدستور الموقع الرسمي